# Асамски језик
Асамски језик (অসমীয়া, Ôxômiya) припада групи индоаријевској грани индоевропских језика. Говоре га становници индијске државе Асам у североисточној Индији, где је званични језик. Говори се и у деловима државе Аруначал Прадеш. Народ који говори овај језик своју државу Оксом (Ôxôm), а свој језик оксомија (Ôxômiya).
Асамски језик се записује модификованим бенгалским писмом.
Асамски језик је близак бенгалском и орија језику, са којима дели заједничко порекло. Најстарији записи на асамском језику потичу из 14. века нове ере, из времена владавине краља Дурлабнарајана. Тибето-бурмански и аустро-азијски језици су доста утицали на развој асамског језика.

## Историја
Асамски је проистекао из староиндоаријских дијалеката, мада тачна природа њиховог порекла и раста још није јасна. Генерално се верује да асамски и каматапуријски варијетети потичу из камарупског дијалекта источног магади пракрита, иако неки аутори оспоравају блиску везу асамског са магади пракритом. Асамски се развио у индоаријевским насеобинама камарупских урбаних центрара и дуж реке Брахмапутре, окружени тибето-бурманским и аустроазијским заједницама. Какатијева (1941) тврдња да асамски има аустроазијски супстрат је опште прихваћена, што сугерише да је, када су се индоаријевски центри формирали у 4-5 веку, постојао значајан удео говорника аустроузијског порекла који су касније прихватили индоаријевски народни језик. Сјуенцанг, кинески путник из 7. века, приметио је да се индоаријски народни говор у Камарупи диференцирао од изворног народног језика пре него што је до тога дошло у Бенгалу. Ове промене су вероватно настале услед усвајања језика од стране говорника који нису били индоаријевског порекла. Ново диференцирани народни језик очигледан је у пракритизмима који су присутни у санскриту на камарупским натписима из чега је на крају произашао асамски.